# Al-Auja
al-Auja, by ca 8 km utanför staden Tikrit i norra Irak. Här är Iraks förre diktator Saddam Hussein född och begraven. I samma grav ligger Saddams söner Uday och Qusay begravda.